# Brawley (California)
Brawley es una ciudad ubicada en el condado de Imperial en el estado estadounidense de California. En el año 2000 tenía una población de 22,052 habitantes y una densidad poblacional de 1,460.4 personas por km².

## Geografía
Brawley se encuentra ubicada en las coordenadas 32°58′43″N 115°31′49″O / 32.97861, -115.53028. Según la Oficina del Censo, la ciudad tiene un área total de 15,1 km² (5,8 mi²), de la cual 15,1 km² (5,8 mi²) es tierra y 0 km² (0 mi²) (0.0%) es agua.

## Demografía
Según la Oficina del Censo en 2000 los ingresos medios por hogar en la localidad eran de $31,277, y los ingresos medios por familia eran $35,515
. Los hombres tenían unos ingresos medios de $34,617 frente a los $25,064 para las mujeres. La renta per cápita para la localidad era de $12,881. Alrededor del 26.6% de la población estaban por debajo del umbral de pobreza.